# Harry Peulevé
Harry Peulevé (1916-1963) fut, pendant la Seconde Guerre mondiale, un agent secret britannique du Special Operations Executive qui aida la résistance française. En tant que chef du réseau AUTHOR, il fut à la tête de plus de 4 000 résistants dans la Corrèze à partir de septembre 1943. Arrêté en mars 1944, son réseau continua sous la direction de Jacques Poirier, sous le nom de DIGGER. Il fut déporté au camp de Buchenwald. Des 27 agents du SOE envoyés dans ce camp, Peulevé fut l’un des sept à avoir survécu.

## Biographie

### Jeunesse
1916. Harry Peulevé naît à Worthing, Sussex, le 29 janvier.
Éducation en Angleterre, King Edward VI School (Stratford-upon-Avon), Rye Grammar School.
Il étudie l’ingénierie électrique à Londres. Il obtient sa licence.
Entre 1936 et 1939 il est employé à la BBC comme cadreur à Alexandra Palace.
Quand la guerre est déclarée, il n’y a que 7 000 personnes qui possèdent un poste de télévision en Grande-Bretagne, il perd son emploi. Il rejoint l’armée britannique, qui l'envoie dans les Royal Army Ordnance Corps (RAOC).

### Agent du SOE
1942.
- Mars. Son français excellent le fait recruter par le Special Operations Executive (SOE)[1].
- Mars - juillet. Pendant son entraînement special d’agent secret, il côtoie Claude de Baissac, Francis Suttill, et Roger Landes.

Première mission en France. Sous le nom de guerre « Hilaire », il doit être l'opérateur radio du réseau SCIENTIST de Claude de Baissac dans le sud-ouest.
- 30 juillet. Claude de Baissac « David » et Harry Peulevé « Hilaire », qu’il a choisi pour être son opérateur radio, embarquent sur un bombardier Halifax et sont parachutés en France, à Caissargues, près de Nîmes. Malheureusement ils sont lâchés trop bas et les deux hommes sont sérieusement blessés. Peulevé s’est cassé la jambe.
- Août. Il est traité dans un couvent de Nîmes, puis en septembre il se déplace à Cannes pour prendre contact avec Peter Churchill, chef du réseau SPINDLE.
- Novembre. Il y rencontre Jacques Poirier, un jeune résistant qui va le suivre à Londres. Peulevé se cache dans la maison de la famille Poirier, à Beaulieu-sur-Mer.
- 27 novembre. Peulevé et Poirier quittent le Côte d'Azur. Ils vont à Marseille, puis Perpignan.
- 21 décembre. Après leur arrivée à la ville frontalière de Céret, ils traversent les Pyrénées, et arrivent en Espagne où ils sont emprisonnés au camp de Figueras, puis Jaraba.

1943.
- 11 avril. Il parvient à s'échapper de Jaraba et à rentrer à Londres.
- Il suit un entraînement complémentaire.
- Juin. Il rencontre Violette Szabo, avec qui il se lie d’amitié.
- Août. Claude de Baissac s'est mis en rapport avec un groupe de FTP autour de Tulle dans le département de la Corrèze, qui reconnaissent le romancier André Malraux comme leur chef et veulent se procurer des armes. Quand de Baissac est arrivé à Londres en août, il a proposé d'ajouter ces nouvelles recrues à SCIENTIST. Mais la section F a objecté à juste titre que son réseau était déjà assez étendu comme ça et lui a demandé de transmettre à Harry Peulevé les adresses de ses contacts en Corrèze, ce qu'il fait bien volontiers car il a confiance en lui.

Deuxième mission en France : il vient organiser le réseau AUTHOR en Corrèze. Son nom de guerre est « Jean ». Il doit assurer lui-même la fonction d'opérateur radio. Au début, il sera le seul agent du réseau entraîné outre-Manche. La tâche de Peulevé est assez difficile, vu l'hostilité habituelle de la plupart des communistes envers les Britanniques, qu'ils méprisent et qu'ils accusent même d'être des bellicistes capitalistes.
- 17/18 septembre. Dans la nuit, un Lysander le dépose près d'Angers[2].
- 19 septembre. Conformément aux consignes, il prend contact avec Marc O'Neill (alias Marc Blatin) installé 2, avenue Champaubert, à Paris, qui doit le mettre en rapport avec André Grandclément. Il apprend l'arrestation de Grandclément le jour même.
- Ses difficultés se multiplient quand il arrive à Bordeaux dans les moments initiaux et les plus agités de l'affaire Grandclément. Avec une sûreté et une maîtrise de ses nerfs peu communes, il est passé sur la pointe des pieds à travers les fragments de SCIENTIST, qui venait de s'écrouler, n'étant remarqué par personne. Il disparaît vers l'est, de façon aussi discrète qu'il était arrivé dans la vallée de la Loire.
- Il est mis en relation successivement avec Roger Landes (agent responsable de SCIENTIST), Jean Charlin, Maurice Arnouil (ingénieur et résistant basée à Brive-la-Gaillarde), Gontrand Royer et René Vaujour (alias Hervé, responsable pour la Corrèze de l'AS), et quelques semaines plus tard avec André Malraux.
- Arrivant dans la zone choisie en Corrèze, il trouve un groupe de guérilla actif.
- Mi-septembre-mi-novembre. Les forces locales de résistance (FTP et Armée Secrète), sont engagées dans des combats furtifs presque continuels avec l'ennemi, qui essaie déjà, sans succès, de pacifier une partie turbulente de la France, comme il a essayé de pacifier les parties turbulentes des Balkans et de la Russie de l'ouest.
- Fin octobre. Il commence à communiquer par radio : il annonce qu'il est déjà installé.
- Novembre. Peulevé recrute un opérateur radio, Louis Bertheau, et Louis Delsanti, ancien commissaire de police d'Ussel. Bertheau s'installe dans le Moulin du Breuil à Meymac, où il commence à transmettre des messages à Londres[3].

1944.
- Hiver. Les survivants de la guérilla se sont retirés dans la clandestinité. AUTHOR reste compact et sûr malgré son effectif important, parce que c'est un réseau de campagne, où donc tout le monde connaît tout le monde.

- Janvier. Sur le Causse de Gramat près de Carennac, dans la nuit du 7/8, Peulevé reçoit George Hiller et Cyril Watney, deux agents d'un réseau nouveau, nommé FOOTMAN.

Bilan de sa mission. En Corrèze et en Dordogne, pendant six mois, il a armé et entraîné les forces séparées d'environ 1500 FTP, et environ 2500 sous la direction de l'Armée Secrète. Il a aussi formé un garde du corps personnel, « le groupe Raymond » dirigé par Raymond Maréchal, un ami de André Malraux.

### Aux mains de l'ennemi
- Mars. Le 21, il est arrêté à Brive-la-Gaillarde. Il a été dénoncé pour marché noir par un voisin.

- Mars (suite). Son assistant Jacques Poirier « Nestor » peut reprendre le travail là où il l'a laissé, avec un nouveau nom de réseau, DIGGER.
- Tentative d’évasion. De retour à Fresnes d’un interrogatoire infructueux avenue Foch, il parvient à se fondre dans un groupe de visiteurs français qui quittent la prison. Avec eux, il file droit sur l’entrée principale, montre à la sentinelle un papier blanc en guise de laissez-passer et se met à courir. Mais la sentinelle donne l’alarme. Il est blessé, puis repris dans un jardin des environs. Laissé sans soins, il parvient à extraire avec une cuillère la balle qui l’a atteint.
- Il s’entend dire par les Allemands : « Bien sûr, vous réalisez que nous avons un agent à nous qui travaille à Orchard Court, et que nous connaissons l’identité de tous vos agents ». Peulevé comprend qu’il s’agit d’un bluff et continue à ne livrer aucune information. Il parvient à faire croire qu’il est un simple opérateur radio qui a vécu dans un isolement strict. Les Allemands ne se douteront jamais qu’il était chef d'un réseau qui avait plus de 3 000 hommes sous ses ordres.
- 3 avril. Il est conduit à la prison de Fresnes.
- Pendant ses interrogatoires, il croise Violette Szabo un court moment. Mais ils sont séparés.
- 10 août. Peulevé est déporté de Paris au camp de concentration de Buchenwald avec 36 agents britanniques français et belges. Il est brièvement réuni avec Violette Szabo, mais ils sont séparés (Violette est déportée à Ravensbrück). Les hommes arrivent à Buchenwald le 16 août.
- 11 septembre. Seize agents sont exécutés par pendaison. Eugen Kogon et Alfred Balachowsky, qui travaillent dans le bloc des expériences médicales, persuadent Erwin Ding-Schuler, le docteur SS responsable, de permettre à trois agents prisonniers d’échanger leurs identités avec trois Français en train de mourir du typhus et dont le corps doit être incinéré dès leur décès[5]. Il est convenu que cela serait mis à crédit de Erwin Ding-Schuler auprès des alliés. Forest Yeo-Thomas choisit Peulevé et un agent du BCRA, Stéphane Hessel. Avec leurs nouvelles identités, ils peuvent aller dans les blocs de prisonniers français et sortir du camp en tant que commandos de travail.
- 5 octobre. Onze du groupe des agents sont exécutés par les SS.
- 1er novembre. Peulevé et Hessel sont transférés à Schönebeck, un camp de concentration près de Magdeburg. Quelques jours plus tard, Hessel est transféré une fois de plus, à Rottleberode.
- 9 novembre. Yeo-Thomas est transféré de Buchenwald à Gleina[6].

1945.
- 11 avril. Harry Peulevé s'échappe du Schönebeck.
- Peulevé est repris par deux SS Belges, presque à portée de fusil des Américains. Il les persuade qu'il vaudrait mieux pour eux ne pas tomber entre les mains des Alliés dans cet uniforme. Les Belges le forcent à se déshabiller pour pouvoir se partager ses vêtements. Peulevé attrape un pistolet que l'un d'eux a posé pour se changer, et les fait prisonniers. Quelques heures après, il remet ses deux prisonniers aux Américains qui avancent.
- 11 août. Erwin Ding-Schuler se suicide à la prison de Freising, avant qu’aucun argument pour ou contre lui ait pu être exprimé.

### Après la guerre
Entre 1946 et 1956, Peulevé travaille à la Shell Oil Company au Venezuela, en Colombie, à Tunis et en Suez. Il est nommé directeur Amérique latine de Handy Angle en 1960, et directeur Europe occidentale en 1963.
1963. Le 18 mars, Harry Peulevé meurt d’une crise cardiaque à l'Hotel Alfonso XIII, Séville, en Espagne.

## Distinctions

### Royaume-Uni
- Ordre du Service distingué (DSO) ;
- Croix militaire (MC).

### France
- Chevalier de la Légion d'honneur ;
- Croix de guerre 1939–1945 ;
- Médaille de la Résistance française avec rosette par décret du 11 mars 1947[8].

## Identités
- État civil : Henri Leonard Thomas Peulevé[9]
- Prénom familier pour la famille : Henri
- Prénom familier pour les camarades et amis : Harry
- Comme agent du SOE, section F :
  - Nom de guerre (field name) : « Hilaire » (première mission, 1942), puis « Jean » (seconde mission, 1943-44)
  - Nom de code opérationnel : AUTHOR (en français AUTEUR)
  - Nom de code du Plan, pour la centrale radio : MACKINTOSH
  - Fausse identité : Henri Chevalier
- À Buchenwald :
  - Poole
  - Marcel Seigneur (identité empruntée à un prisonnier décédé), no 76 635[10]

## Famille
- Son grand-père : Auguste Léonard Peulevé, Français (famille d’origine normande).
- Son père : Léonard Otho Peulevé, Français.
- Sa mère : Eva Juliet, née Dallison, Britannique.
- Sa sœur aînée : Annette, née le 3 juillet 1914 (jour de déclaration de guerre de l’Allemagne à la France).